# Mapo doufu
Mapo doufu (xinès: 麻婆豆腐, pinyin: mápó dòufu) és un plat típic de Sichuan, Xina. Consisteix en una combinació de carn picada, tofu, i una salsa salada i picant, de color rogenc. La salsa és assaonada amb molt de bitxo i pebre de Sichuan, una espècia molt comuna en la cuina de Sichuan. Existeixen variants fets amb altres hortalisses però la versió original es fa amb només porros o llegums similars.
Ma, segons una llegenda, és de mazi (pinyin: mázi, 麻子) que vol dir una persona amb cicatrius a la cara com a resultat de verola. Po (pinyin: pó, 婆) vol dir "dona anciana". Mapo doufu, per tant, es refereix a un plat de tofu fet per una dona anciana amb cicatrius a la cara, i la llegenda atribueix l'invent del plat a una dona de Sichuan. La dona vivia als afores de la ciutat de Chengdu, a una carretera amb molts viatgers. Els viatgers rics s'allotjaven en hotels dins de la ciutat, però els altres viatgers es quedaven en petites fondes fora de la ciutat. Segons la llegenda, el plat de tofu que venia la dona als viatgers des de la seva cuina va esdevenir famós i finalment va arribar a ser un dels plats més famós de la cuina de Sichuan. Una altra possible explicació és que el nom es refereix al sabor del plat; segons aquesta explicació, "ma" és una abreviació de mala (pinyin: málà, 麻辣), un terme xinès per a descriure un sabor molt característica dels plats de Sichuan, la combinació de la sensació entumint, ma, del pebre de Sichuan, amb la sensació picant, la, dels bitxos.

## Elaboració
El plat consisteix en cubs de tofu suau cuinats amb carn picada en una salsa ric amb un sabor intens i complex. La carn pot ser o carn de bou o carn de porc; la versió tradicional de Sichuan es fa amb carn de bou però en altres parts de la Xina i a la resta del món es fa molt sovint amb la carn de porc.
La salsa conté dòuchǐ (豆豉), grans de soia salat i fermentat, i dòubànjiàng (豆瓣酱), una salsa combinant faves fermentades amb bitxos. Aquesta és un condiment molt popular en la cuina de Sichuan, i tots dos, amb la carn, contribueixen al sabor umami o salat del plat. La salsa conté també all, salsa de soia, brou, midó per a espessir-la, i el susdit pebre de Sichuan. En versions tradicionals, l'única hortalissa en el plat és brots d'alguna planta del gènere allium; a la Xina, s'usen brots d'all, i versions occidentals solen substituir porros. La combinació d'una quantitat petita de carn amb els ingredients fermentats amb gust umami resulta en un plat de tofu ric i saborós, típic de l'ús del tofu en la cuina xinesa.
El plat, com molt de plats de Sichuan, és intensament picant. El característic sabor entumidor del pebre de Sichuan fa una mica més tolerable el bitxo picant, però fora de Sichuan, és freqüent que versions en restaurants es fan amb molt menys bitxo.